# Aston Martin Goldfinger DB5 Continuation
L'Aston Martin Goldfinger DB5 Continuation est une automobile de Grand Tourisme produite par le constructeur automobile britannique Aston Martin en 2020, et limitée à 25 exemplaires. Elle est une réédition de l'Aston Martin DB5, voiture mythique du constructeur et du film Goldfinger, troisième volet des aventures de James Bond.

## Présentation
Cette Goldfinger DB5 Continuation est une réédition du modèle original, produit de 1963 à 1965, et construite à 25 exemplaires. Mais elle a pour particularité d'être équipée des mêmes gadgets que la voiture de l'agent secret James Bond, interprété par l'acteur Sean Connery dans le film Goldfinger en 1964. Elle reçoit ainsi des options inédites, dont la plupart sont factices, comme un système d’éjection d’huile à l’arrière, des mitrailleuses, un bélier avant et arrière. Aston Martin a fait appel à Chris Corbould, le responsable des effets spéciaux de la saga James Bond, pour recréer les gadgets de la voiture de l'agent très spécial. La DB5 équipée de ses gadgets est apparue dans six autres films de cette saga d'espionnage : Opération Tonnerre, GoldenEye, Demain ne meurt jamais, Casino Royale, Skyfall et Spectre.
L'Aston Martin Goldfinger DB5 Continuation est commercialisée au tarif de 3,15 millions d’euros et elle fait partie de la DBZ Centenary Collection du constructeur britannique. L'Aston Martin Goldfinger DB5 Continuation est le premier modèle de la gamme Continuation d'Aston Martin, gamme de réédition de modèles historiques de la marque en série limitée, suivit de l'Aston Martin DB4 GT Zagato Continuation.